# Ferden

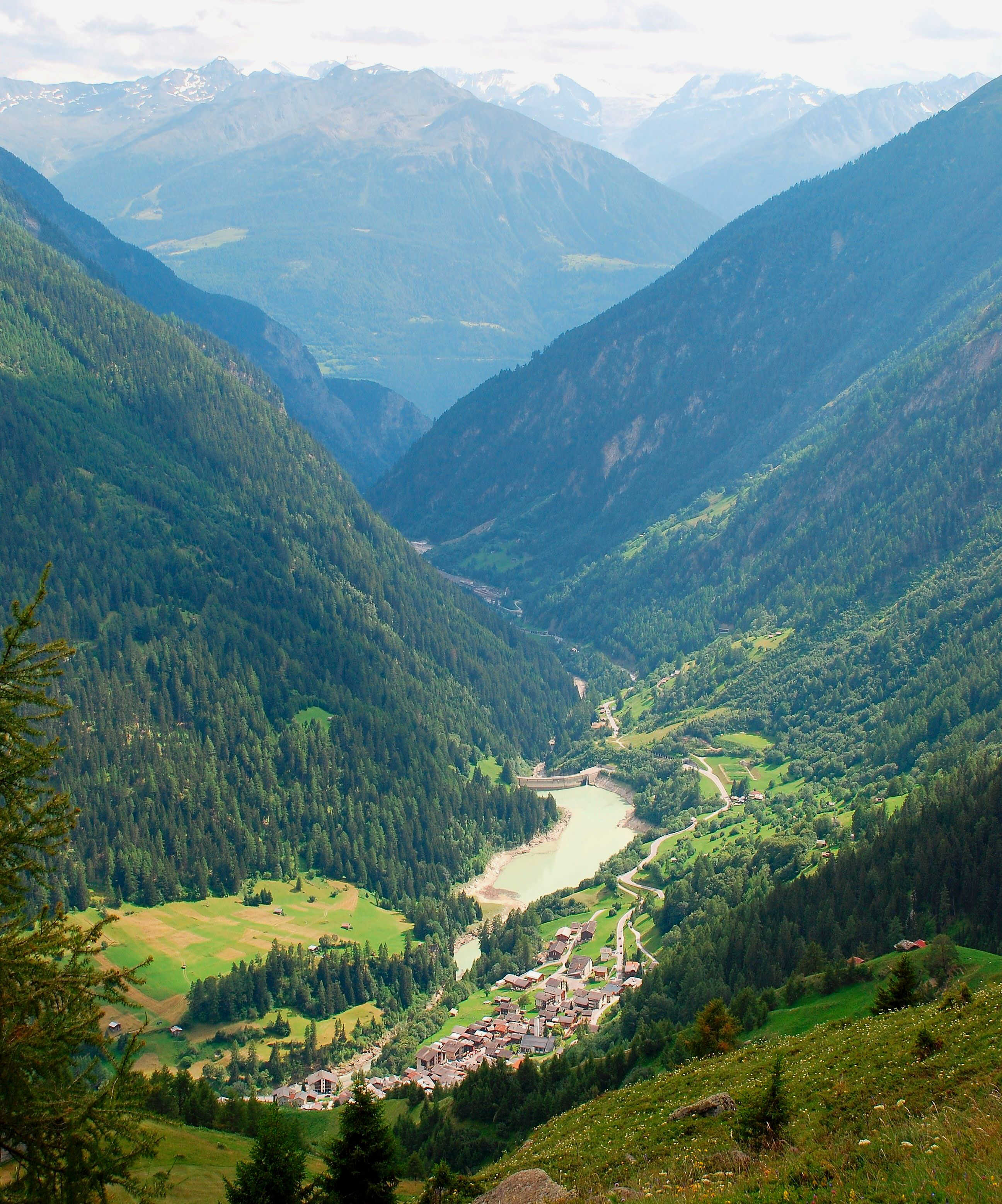
Ferden und unteres Lötschental

Ferden (im walliserdeutschen Ortsdialekt: Fäärdan [ˈfæːrdan]) ist eine Munizipal- und Burgergemeinde sowie eine Pfarrgemeinde im deutschsprachigen Teil des Schweizer Kantons Wallis. Sie gehört zum Bezirk Westlich Raron.

## Geographie
Ferden liegt im unteren Lötschental, am Fuss des Ferdenrothorns an der Lonza, welche südlich des Dorfs zum Stausee Ferden aufgestaut wird. Zu Ferden gehört auch der Weiler Goppenstein, wo sich das Südportal des Lötschbergtunnels befindet.
Seit 2007 gehört Ferden zum UNESCO-Weltnaturerbe Schweizer Alpen Jungfrau-Aletsch.

## Bevölkerung
| Bevölkerungsentwicklung | Bevölkerungsentwicklung | Bevölkerungsentwicklung | Bevölkerungsentwicklung | Bevölkerungsentwicklung | Bevölkerungsentwicklung | Bevölkerungsentwicklung | Bevölkerungsentwicklung |
| ----------------------- | ----------------------- | ----------------------- | ----------------------- | ----------------------- | ----------------------- | ----------------------- | ----------------------- |
| Jahr                    | 1850                    | 1900                    | 1950                    | 2000                    | 2010                    | 2020                    | 2023                    |
| Einwohner               | 178                     | 249                     | 349                     | 286                     | 261                     | 247                     | 253                     |